# Wilberry
wilberry（ウィルベリー）は、日本のロックバンド。

## メンバー

### 現メンバー
- ジョウミチヲ（ボーカル、ギター）
- 安高拓郎（ギター）
2010年、加入。
クラッシュ・イン・アントワープ、椿屋四重奏の元メンバー。
- "ROYAL" SEIZAN MIURA（ベース）
2014年3月、加入[1]。
THE NEATBEATSの元メンバー。
- BRITAIN（ドラムス、シーケンサー）
2010年、加入。
CURIOのドラムスとしても活動。

### 元メンバー
- 永見泰也（ギター）
- 衣川正一（ベース）
- 宮川裕年（ドラムス）
- 浜下典子（キーボード）
- hoshino ubk（ベース）
2010年加入。2014年1月、脱退。現在もwilberry作品のアートワークを手がける。

## 概要
1994年、ジョウミチヲを中心に結成。
1999年4月、ポリドールよりミニ・アルバム「in my soul of souls」でデビュー。ミニ・アルバム4枚、シングル1枚、フル・アルバム1枚をリリースしたが、2001年1月25日の自主イヴェントを最後に解散。
2008年、1月25日にオリジナルメンバーで再結成するも、長続きせずヴォーカルのジョウのソロユニットになる。
2010年、BRITAIN（ドラムス）、hoshino ubk（ベース）、安高拓郎（ギター）が加入し、4人編成として本格的に活動再開。
2012年、12年ぶりのフルアルバム「FORGETTABLE MUSIC UNFORGETTABLE DANCE」発表。
2013年、アルバム「KILLER DANCER LOVER」を発売。
2017年、17年ぶりに全国流通のアルバム「KEEP YOUR DREAMS」をリリースした。
2023年、アルバム「what a wonderful world」をリリース。

## タイアップ一覧
| 使用年 | 曲名         | タイアップ                                                       |
| ------ | ------------ | ---------------------------------------------------------------- |
| 1999年 | below normal | NHK-FM『ミュージック・スクエア』1999年6・7月度オープニングテーマ |
| 1999年 | the sun      | TBS系『COUNT DOWN TV』1999年7月度オープニングテーマ              |